# Kaspar Heinrich von der Marwitz
Heinrich Kaspar von der Marwitz (* 8. Juni 1865 in Friedersdorf, Kreis Lebus; † 27. Oktober 1945 in Potsdam) war ein deutscher Verwaltungsbeamter und Versicherungsmanager.

## Leben
Heinrich Kaspar von der Marwitz entstammte dem Adelsgeschlecht von der Marwitz aus der Neumark (Provinz Brandenburg) mit gleichnamigem Stammhaus bei Landsberg an der Warthe, sein Rufname war Heinrich. Er war der Sohn des Bernhard von der Marwitz (1824–1880) und dessen zweiter Ehefrau Marie Gräfin von Itzenplitz (1833–1914) und heiratete Erika von Cramm (1880–1915, Tochter des Aschwin Freiherr von Sierstorpff-Cramm und der Hedwig Freiin von Sierstorpff-Driburg). Aus der Ehe ging der Sohn Gebhard (1914–1993, Jurist und Kommunalpolitiker) hervor. Er besuchte seit 1878 die Ritterakademie in Brandenburg an der Havel, wo er sein Abitur machte. Kaspar Heinrich studierte Rechtswissenschaften an der Ruprecht-Karls-Universität in Heidelberg und in Halle an der Saale. 1884 wurde er Mitglied des Corps Saxo-Borussia Heidelberg.
Nach dem Studium trat er in den preußischen Staatsdienst ein. 1892 legte er bei der Regierung in Frankfurt das Regierungsassessor-Examen ab. Anschließend war er Regierungsassessor in Landsberg an der Warthe. 1894 wurde er zum Landrat des Landkreises Lebus.
1905 quittierte er den Staatsdienst und wurde Generaldirektor der Brandenburgischen Landfeuersozietät. Nach seiner Pensionierung lebte er bis zu seinem Tod in Potsdam.

## Familie
Er war seit 1902 mit Erika von Cramm (1880–1915) verheiratet, Tochter der Hedwig Freiin von Sierstorpff und des Gutsbesitzers Aschwin von Cramm-Driburg. Das Ehepaar hatte die Kinder Alexander (1910–1942), Pastor und Unteroffizier, und den Sohn Gebhard, Rechtsanwalt. Heinrich Kaspar von der Marwitz hatte neun Geschwister, über seine Schwester Wanda war er kurzzeitig Schwager des Johan Hjort. Carl Bodo Gottfried von der Marwitz-Friedersdorf war sein Neffe.

## Auszeichnungen
- Ernennung zum Geheimen Regierungsrat[6]